# 富士ファミリー
『富士ファミリー』（ふじファミリー）は、2016年と2017年の正月にNHK総合で放送されたテレビドラマである。脚本は木皿泉。
2016年1月2日（土曜日）21:00 - 22:28に放送。

## 概要
毎年恒例のNHKの新春スペシャルドラマ2016年版で、薬師丸ひろ子、小泉今日子のW主演により、山梨県の富士山の麓にある潰れかけの商店を営む笑子バアさん一家を描いたホームコメディドラマである。薬師丸、小泉は朝ドラ『あまちゃん』以来の共演、またスタッフの一部と演出家も『あまちゃん』スタッフである。
2017年1月3日（火曜日）21:00 - 22:28に、第2作となる『富士ファミリー 2017』が放送された。
2018年4月18日、本作の関連作品となる小説『さざなみのよる』が出版された。

## あらすじ

### 富士ファミリー（第1作）
富士山の麓にあるコンビニとは名ばかりの商店「富士ファミリー」は、笑子バアさんが店を切り盛りしている。店舗兼住宅には彼女の姪で長女の鷹子と、故人となった次女・ナスミの夫・日出夫が同居し、結婚して家を出た三女・月美が時折様子見に来ていた。
笑子バアさんの高齢やボケを気にかけた姪たちは、住み込みアルバイト店員を募集し、22歳の女性・カスミがやってくる。時同じくして、笑子バアさんは、幽霊となり現れたナスミに頼まれて、遺品のコートのポケットから「ストロー」「懐中電灯」「クローバー」「光太郎」「ケーキ」「マヨネーズ」と書かれたメモを探し出す。家族はメモを切り形見分けするが、それぞれに書かれたアイテムに纏わる運命を迎えることとなる。

### 富士ファミリー2017（第2作）
2016年の年末。鷹子は夫となった雅男と富士ファミリーの近所のマンションで新婚生活を送り、日出夫は若い妻・愛子を迎え長女の光が誕生。富士ファミリーはカスミが既に去り、新たな住み込みアルバイトに理系男子のぷりおが仲間入りする。一方、相変わらずの笑子バアさんの目の前に再びナスミが現れ、幽霊を卒業し生まれ変わろうと考えていると告白する。ナスミは、自身の生まれ変わりと判別する合言葉として「おはぎちょうだい」と決めて姿を消すが、この言葉が、富士ファミリーを取り巻く人々の気持ちを変えていくこととなる。

## キャスト
笑子バアさん
演 - 片桐はいり
富士山の麓で営業する、年末販売される手作りおはぎが名物のコンビニ「富士ファミリー」の店主。第1作では76歳と自称するが、証言が二転三転し、実年齢は不明。
小国鷹子（おぐに たかこ）
演 - 薬師丸ひろ子
小国家の長女。富士山のように堂々としたしっかり者。百貨店の家具売場に勤務している。更年期障害が気になる年頃の独身であるが、父方の叔母である笑子バアさんと同居している。
2017年版では、雅男と結婚し、富士ファミリーの近所のマンションに住んでいる。
小国ナスミ（おぐに なすみ）
演 - 小泉今日子
小国家の次女。姉とは対照的に自由奔放で口が悪い。東京で働いていたが、夫を連れて帰郷後に他界した。自身の名札を捨てられないことから生まれ変われずに幽霊となり、笑子バアさん前に現れたり、家族を見守っている。
栗林月美（くりばやし つきみ）
演 - ミムラ
小国家の三女。結婚し家を出ているが、時折富士ファミリーの様子を見にきたり、繁忙期には手伝うなどしている。
日出夫（ひでお）
演 - 吉岡秀隆
ナスミの夫。ナスミが亡き後も富士ファミリーに残って店で働き、笑子バアさんと同居を続ける。
春田雅男（はるた まさお）
演 - 高橋克実
毎年自身の誕生日に鷹子をデートに誘いプロポーズをしているが、断られ続けている。しかし、2015年については鷹子に対し、諦めて別の女性と婚約したと報告し新居のインテリアコーディネイトを依頼する。
樋口愛子（ひぐち あいこ）
演 - 仲里依紗
日出夫の交際相手。建設会社の社長の娘。日出夫に妊娠を報告するとともに、独りで育てる代わりにと名付けを依頼する。コスプレが趣味。
2017年版では日出夫とできちゃった結婚をし、誕生した長女・光の育児と家事をしながら富士ファミリーを手伝っている。
栗林和己（くりばやし かずみ）
演 - 深水元基
月美の夫。
栗林大地（くりばやし だいち）
演 - 鴇田蒼太郎
月美の息子。幼稚園生。
百合稙道
演 - 小倉一郎
神社の宮司。万助の大学陸上部時代の先輩。愛子のコスプレ仲間。
行田万助
演 - マキタスポーツ
神社の事務員。高校時代の同級生だった月美に憧れを抱き続け、「月美と付き合っていた」と百合に嘘をつく。

### 2016年登場人物
果澄（かすみ）
演 - 中村ゆりか
富士ファミリーの住み込み店員として採用された22歳。兄がギャンブルで借金を抱え、家族に自身の預金を返済の当てにされたことに怒り、家出してきた。
小柴洋平（こしば ようへい）
演 - 細田善彦
月美が蕎麦屋で出会った若者。投資家で永遠の命を持つ吸血鬼。
他

### 2017年登場人物
黒松平蔵（くろまつ へいぞう）
演 - 東出昌大
富士ファミリーの住み込み店員として採用された若者。イケメンで高身長なこともあって、富士ファミリーの人々からは「ぷりお」と呼ばれている。理系の大学助手であったが、師事していた片山教授が不祥事を起こして大学を去ったことにより仕事を失った過去を持つ。
遠山霧子（とおやま きりこ）
演 - YOU
鷹子の同級生。2016年時点は既に地元を去り、予言者「キティ・トーヤマ」として、雑誌で世界を変える100人に選ばれる程の活躍を見せている。中学生時は鷹子と仲が良かったが、鷹子らの母親から疎まれていることが月美に暴露されたのを原因に疎遠となっていた。
鷹子が2016年の大晦日に死ぬと予言していた。
徳三
演 - 鹿賀丈史
笑子バアさんの老人会仲間。戦時中に白米を食べたと自慢話をし、笑子バアさんと掴み合いの喧嘩となる。
テッシン
演 - 羽田圭介
物を捨てられない新人幽霊。生前はカメラマンをしていた。
京子
演 - 筒井真理子
百合の見合い相手。
片山教授
演 - 萩原聖人
黒松が師事していた教授。
データ改ざん報告の不祥事が雑誌の見出し記事になる程の大事件となり、大学を解雇された。

## スタッフ
- 脚本：木皿泉
- 音楽：阿南亮子
- エンディング曲
  - 2016年「情熱の薔薇」（作詞・作曲：甲本ヒロト、歌：マキタスポーツ）
  - 2017年「A HAPPY NEW YEAR」（作詞・作曲：松任谷由実、歌：薬師丸ひろ子）
- 撮影：迫信博
- 照明：白倉孝雄
- 映像技術：久米田俊裕
- 音声：北村達郎
- 音響効果：泉清二
- 美術：長谷川功
- 美術進行：谷田祥紀
- 編集：涌井真史
- 題字：高橋卓也
- タイトル映像制作：田中健一
- ヘアメイク：山科美佳
- 特殊メイク：江川悦子
- スタイリスト：星野和美
- 料理指導：瀬戸口しおり
- 記録：加賀見佳子
- プロデューサー：郷田悠
- 演出：吉田照幸（NHKエンタープライズ）
- 制作統括：磯智明（NHK）、内田ゆき（NHKエンタープライズ）、中山ケイ子（FCC）
- 制作：NHKエンタープライズ
- 制作・著作：NHK / FCC[8]

## 評価
毎日新聞紙上で中町綾子は『富士ファミリー』を「（人は）生きているだけでいい」、「人は変われる」という前向きなメッセージが詰まった人間讃歌だったと解説している。同様に、木俣冬も木皿脚本は登場人物の人生を肯定的に温かでユーモラスに表現し、おせち料理のような豪華なドラマだったとしている。木俣は木皿脚本の注目点として、アンドロイド（マツコロイド）、吸血鬼のような男性（真偽は不明）、男女の営みを表現するためのストローの袋でできた人形の3点を挙げた。
役者では、75歳の老婆に扮した片桐はいりの演技は白石加代子や樹木希林の名怪演を彷彿させると評価された。
2016年7月、第32回ATP賞テレビグランプリのドラマ部門最優秀賞を受賞した。
『富士ファミリー 2017』はギャラクシー賞2017年1月度月間賞を受賞した。

## 関連番組
- 放送前日の2016年1月1日に事前番組として、薬師丸と小泉が出演し、有働由美子（NHKアナウンサー）が進行役のトーク番組『コトバのお年玉〜薬師丸ひろ子×小泉今日子×有働由美子の初夢トーク〜』（18:05 - 18:48）が放送された[16]。
- 『富士ファミリー2017』放送前日の2017年1月2日には、ドラマの見所を紹介する『もっと富士ファミリー』（18:05 - 18:48）が放送され、薬師丸に密着したほか、神戸市在住の木皿の自宅を東出昌大、羽田圭介が訪問。さらに片桐はいりと仲里依紗による二人芝居（木皿が脚本担当）が行われた[17]。

## 関連商品

### DVD
- 富士ファミリー
  - NHKエンタープライズより2016年11月25日発売。1枚組。特典映像・シナリオブック付。EAN 4988066216725
- 富士ファミリー2017
  - NHKエンタープライズより2017年7月21日発売。1枚組。特典映像・シナリオブック（おはぎレシピ含む）付。EAN 4988066221378

### 雑誌
- 木皿泉「シナリオ『富士ファミリー』」『月刊ドラマ』2016年（平成28年）2月号、映人社、2016年。
- 木皿泉「シナリオ『富士ファミリー2017』」『月刊ドラマ』2017年（平成29年）2月号、映人社、2017年。